# Aérodrome d'Ölgii
L'aérodrome d'Ölgii (code IATA : ULG • code OACI : ZMUL) est un aéroport situé dans la ville (et sum) d'Ölgii, dans l'aïmag de Bayan-Ölgii, en Mongolie.
Il comporte une piste d'atterrissage. Il comporte des liaisons régulière avec Oulan-Bator et des vols moins réguliers avec Khovd et Ulaangom, ainsi qu'Almaty au Kazakhstan à l'Aéroport d'Öskemen.